# Alan Hale
Alan Hale (Tachikawa, Japón, 7 de marzo de 1958) es un astrónomo estadounidense.
Hale creció en Alamogordo (Nuevo México). Sirvió en la Armada de los Estados Unidos entre 1976 y 1983, cuando dejó la Armada. Su siguiente trabajo fue en el Jet Propulsion Laboratory (JPL) donde trabajó hasta 1986. Mientras estaba en JPL, trabajó como un contratista de ingenieros para la Deep Space Network. Mientras trabajaba como contratista, se involucró con varios proyectos sobre naves espaciales, incluyendo el Voyager 2. Tras el encuentro del Voyager con Urano, dejó JPL para asistir a la New Mexico State University en Las Cruces, ganándose su PhD en astronomía en 1992. Viendo un mercado laboral pobre para los astrónomos, fundó el Southwest Institute for Space Research.
Él descubrió junto con Thomas Bopp el cometa Hale-Bopp en 1995 después de ver más de 200 cometas.